# Micro-région de Sellye
La micro-région de Sellye (hongrois : sellyei kistérség) est une micro-région statistique hongroise rassemblant plusieurs localités autour de Sellye.